# Unidades de medida de la antigua Mesopotamia

Metrología sumeria.

Las unidades de medida de la antigua Mesopotamia se originaron en las ciudades-estado débilmente organizadas de la Sumeria Dinástica Arcaica. Cada ciudad, reino y gremio de comerciantes tenía sus propios estándares hasta la formación del imperio acadio, cuando Sargón de Acad fijó un estándar común. Este estándar lo mejoró Naram-Sin, pero cayó en desuso tras la disolución del imperio acadio. El estándar de Naram-Sin se volvió a adoptar en la tercera dinastía de Ur por el himno de Nanše, que redujo la plétora de diferentes estándares a unos pocos acordados en agrupamientos comunes. Los sucesores de la civilización sumeria incluyendo los babilonios, asirios y persas continuaron usando estos agrupamientos. La metrología acado-sumeria se ha reconstruido aplicando métodos estadísticos para comparar la arquitectura sumeria, planos arquitectónicos, y estándares oficiales fijados tales como la estatua B de Gudea y el codo de bronce de Nippur.

## Sistema arcaico

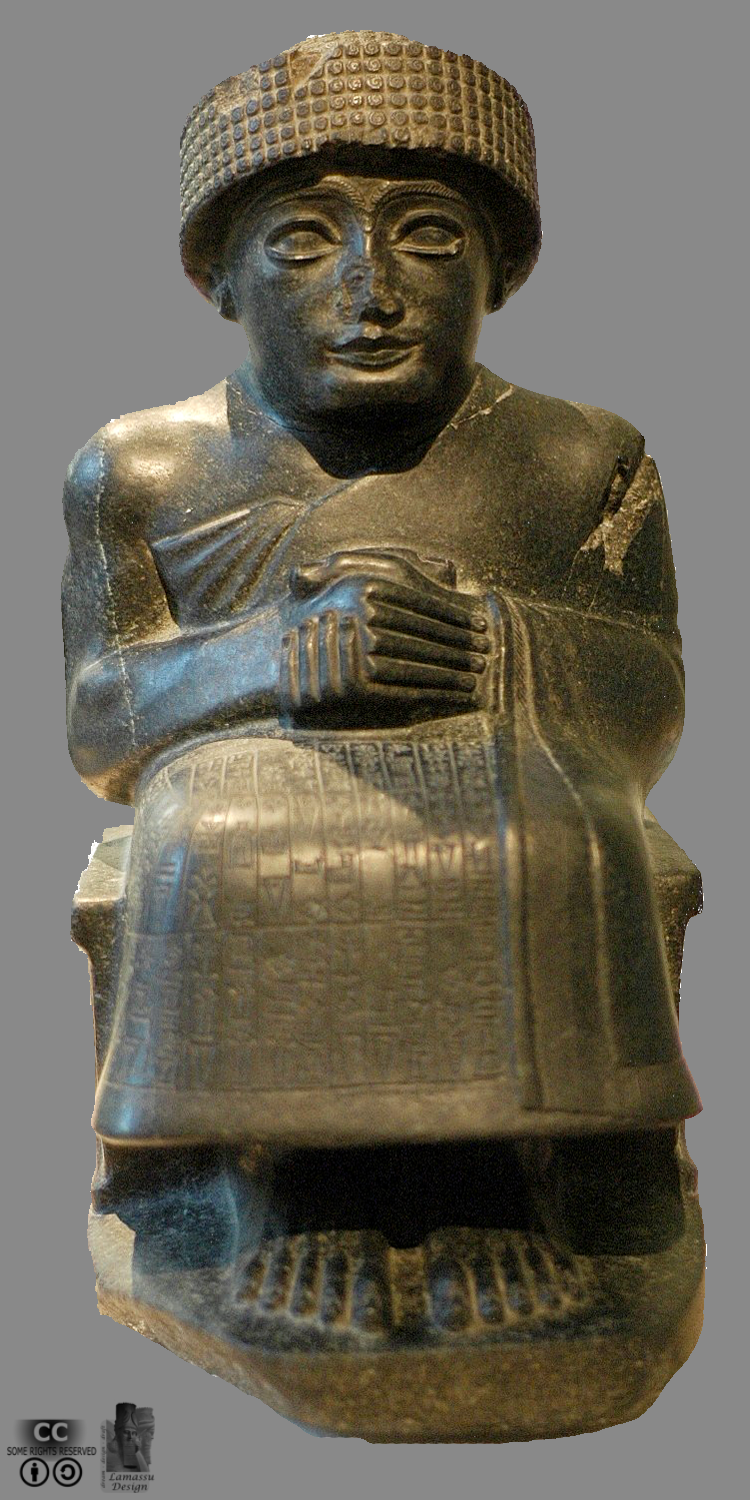
Estatua I de Gudea esculpida en diorita.

Los sistemas que más tarde se convertirían en estándares clásicos en Mesopotamia se desarrollaron en paralelo con la escritura durante el periodo de Uruk sumerio (c. 4000 a. C.). Los estudios de escritos protocuneiformes indican doce sistemas de contado diferentes usados en Uruk.
- Sistema sexagesimal S, usado para contar esclavos, animales, peces, objetos de madera, objetos de piedra, contenedores.
- Sistema sexagesimal S', usado para contar animales muertos, ciertos tipos de cerveza.
- Sistema bi-sexagesimal B, usado para contar cereales, pan, peces, productos lácteos.
- Sistema bi-sexagesimal B*, usado para contar raciones.
- Sistema GAN2 G, usado para la medida del campo.
- Sistema ŠE Š, usado para contar la cebada por volumen.
- Sistema ŠE Š', usado para contar la malta por volumen.
- Sistema ŠE Š", usado para contar el trigo por volumen.
- Sistema ŠE Š*, usado para contar la sémola de cebada.
- Sistema EN E, usado para medir el peso.
- Sistema U4 U, usado para contar los calendarios.
- Sistema DUGb Db, usado para medir la leche por volumen.
- Sistema DUGc Db, usado para medir la cerveza por volumen.

En la Dinastía Arcaica Sumeria (c. 2900–2300 a. C.) la metrología y las matemáticas eran indistinguibles y se tratabal como una única disciplina escribana. La idea de un número abstracto aún no existía, por lo que todas las cantidades se escribían como símbolos metrológicos y nunca como numerales seguidos por un símbolo de unidad. Por ejemplo, existía un símbolo para una oveja y otro para un día, pero ninguno para uno. Existen alrededor de 600 de estos símbolos metrológicos, por esta razón la metrología sumeria arcaica es compleja y no se entiende completamente. En general, sin embargo, la longitud, el volumen y la masa se derivan de un cubo estándar teórico, llamado 'gur', lleno con cebada, trigo, agua o aceite. La masa de un cubo-gur, llamada 'gun2' se define como el peso que puede cargar un burro de carga. Sin embargo, debido a las gravedades específicas de estas sustancias combinadas con bases numéricas duales (sexagesimal o decimal), se usaban distintos tamaños del cubo-gur sin consenso. Los diferentes cubos-gur se relacionan por proporción, basada en el cubo-gur de agua, de acuerdo a cuatro coeficientes básicos y sus raíces cúbicas. Estos coeficientes se dan como:
- Komma =  {\displaystyle 80/81} corrección al planear raciones en un año de 360 días.
- Leimma =  {\displaystyle 24/25} conversión de sistema numérico decimal a sexagesimal.
- Diesis =  {\displaystyle 15/16}
- Euboico =  {\displaystyle 5/6}

Un estándar de medida oficial del gobierno del sistema arcaico era el codo de Nippur (2650 a. C.). Es un Mana euboico + 1 diesis. Este estándar es la principal referencia usada por los arqueólogos para reconstruir el sistema.

## Sistema clásico

Cubo Gur Real de Naram-Sin.

Una mejora importante llegó en 2150 a. C. durante el imperio acadio bajo el reinado de Naram-Sin cuando se unificaron los diferentes sistemas con un estándar único oficial, el cubo gur real. Su reforma se considera el primer sistema de medida estandarizado en Mesopotamia. El cubo gur real (en cuneiforme: LU2.GAL.GUR, 𒈚𒄥; en acadio: šarru kurru) era un cuboide teórico de agua de aproximadamente 6m × 6m × 0.5m del que se podían derivar todas las demás unidades.  Los neosumerios continuaron usando el cubo gur real como se indica en la carta de Nanse, escrita por Gudea en el 2000 a. C. El uso de este mismo estándar continuó a través de los imperios babilónico, asirio y persa.

### Longitud
Las unidades de longitud están precedidas por el logograma DU (𒁺), una convención del sistema de contado del periodo arcaico del que evolucionó. La longitud básica se usaba en arquitectura y división de campos.
| grano  | 1/180 | še       | uţţatu  | 𒊺   |
| dedo   | 1/30  | šu-si    | ubānu   | 𒋗𒋛  |
| pie    | 2/3   | šu-du3-a | šīzu    | 𒋗𒆕𒀀 |
| codo   | 1     | kuš3     | ammatu  | 𒌑   |
| paso   | 2     | ĝiri3    | šēpu    | 𒈨𒊑  |
| cana   | 6     | gi       | qanû    | 𒄀   |
| vara   | 12    | nindan   | nindanu | 𒃻   |
| cuerda | 120   | eše2     | aslu    | 𒂠   |

Las unidades de distancia eran geodésicas en contraste con las unidades básicas, no geodésicas. La geodesia sumeria dividía la latitud en siete zonas entre el ecuador y el polo.
| vara   | 1/60 | nidan | nindanu | 𒃻  |
| cuerda | 1/6  | eše2  | aslu    | 𒂠  |
| cable  | 1    | uš    | uš      | 𒍑  |
| liga   | 30   | da-na | bêru    | 𒁕𒈾 |

### Área
El sistema G GAN2 de contado evolucionó en medidas de área. Una unidad de medida especial para medir la candidad de bloques por área se llamó jardín de bloques (en cuneiforme: SIG.SAR 𒊬𒋞; sumerio: šeg12-sar; acadio: libittu-mūšaru), que abarcaba 720 bloques.
| Área básica     | Área básica | Área básica       | Área básica | Área básica | Área básica | Área básica |
| Unidad          | Conversión  | Dimensiones       | Sumerio     | Acadio      | Cuneiforme  |             |
| --------------- | ----------- | ----------------- | ----------- | ----------- | ----------- | ----------- |
| siclo           | 1/60        | 1kuš3 × 1kuš3     | gin2        | šiqlu       | 𒂆           |             |
| jardín          | 1           | 12kuš3 × 12kuš3   | sar         | mūšaru      | 𒊬           |             |
| cuarto de campo | 5           | 60kuš3 × 60kuš3   | uzalak      | ?           | 𒀺           |             |
| medio campo     | 10          | 120kuš3 × 60kuš3  | upu         | ubû         | 𒀹𒃷          |             |
| campo           | 100         | 60ĝiri3 × 60ĝiri3 | iku         | ikû         | 𒃷           |             |
| estado          | 1,800       | 3eše2 × 6eše2     | bur         | būru        | 𒁓           |             |

### Capacidad
La capacidad se medíá o bien por el sistema ŠE Š para capacidad seca o bien por el sistema ŠE Š* para capacidad de líquido
| siclo    | 1/60 | gin2      | šiqlu    | 𒂆   |
| cuenco   | 1    | sila3     | qû       | 𒋡   |
| vasija   | 10   | ban2      | sutū     | 𒑏   |
| bushel   | 60   | ba-ri2-ga | parsiktu | 𒁀𒌷𒂵 |
| cubo gur | 300  | gur       | kurru    | 𒄥   |

### Masa

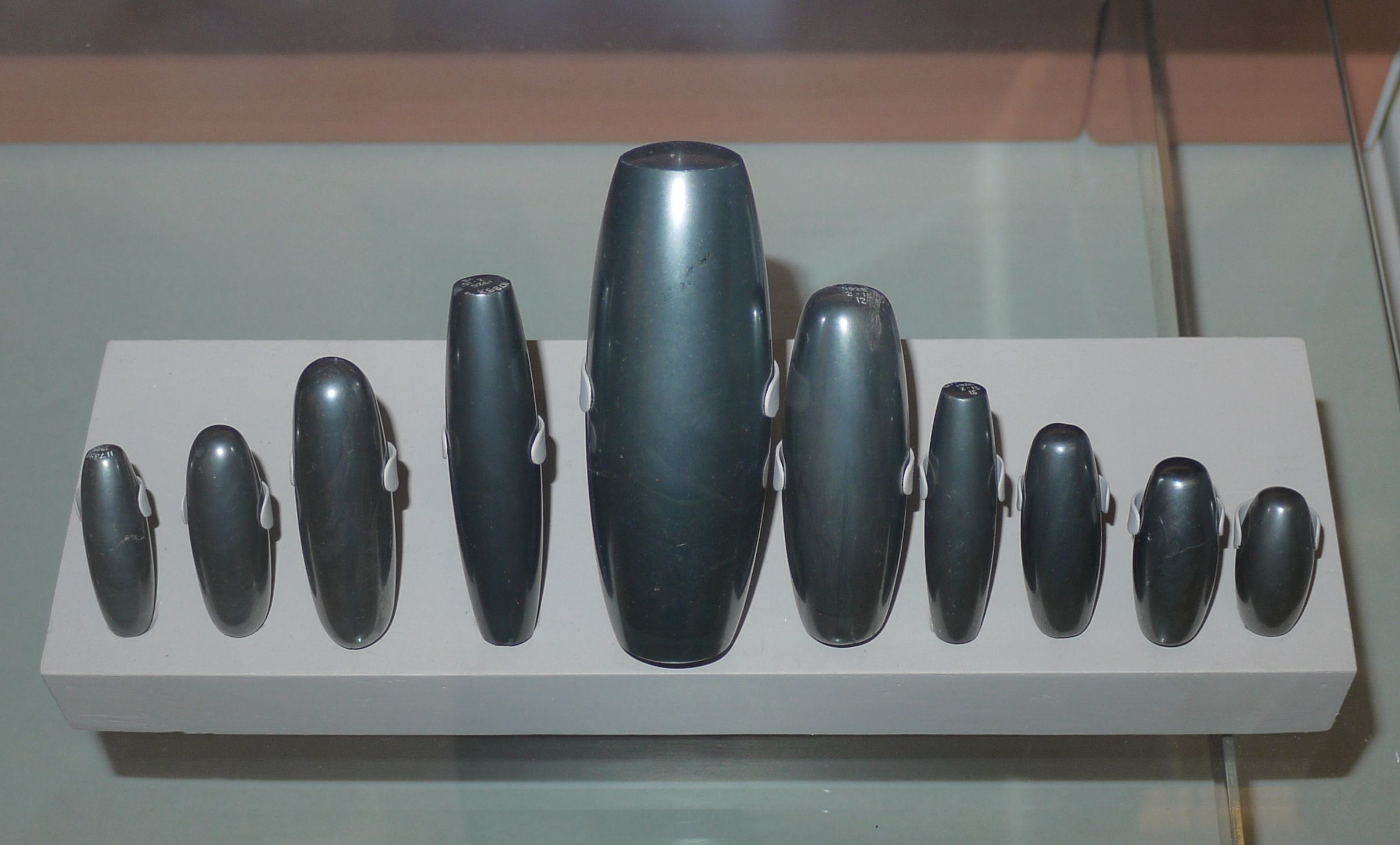
Una colección de pesos babilónicos antiguos que van de 1 mina a 3 siclos.

La masa se medía con el sistema EN E.
Los valores de la tabla son una media de los artefactos de peso de Ur y Nippur. El valor con ± representa 1 desviación estándar. Todos los valores están redondeados al segundo dígito de la desviación estándar.
| Masa básica | Masa básica | Masa básica   | Masa básica | Masa básica | Masa básica | Masa básica |
| Unidad      | Conversión  | Valor medio   | Sumerio     | Acadio      | Cuneiforme  |             |
| ----------- | ----------- | ------------- | ----------- | ----------- | ----------- | ----------- |
| grano       | 1/180       | 46.6mg ±1.9mg | še          | uţţatu      | 𒊺           |             |
| siclo       | 1           | 8.40g ±0.34g  | gin2        | šiqlu       | 𒂆           |             |
| libra       | 60          | 504g ±20g     | ma-na       | manû        | 𒈠𒈾          |             |
| peso        | 3600        | 30.2kg ±1.2kg | gun2        | biltu       | 𒄘           |             |

### Tiempo
En el sistema arcaico la notación del tiempo se escribía en el sistema U4 U. Existían múltiples calendarios lunisolares; sin embargo, el calendario civil de la ciudad sagrada de Nippur (tercera dinastía de Ur). El calendario de Nippur data del 3500 a. C. y estaba basado en un conocimiento astronómico más antiguo de origen incierto. Los principales ciclos astronómicos usados para construir el calendario eran el mes sinódico, el año equinoccial y el día sidéreo.
| gesh    | 1/360 | mu-eš | geš   | 𒈬𒍑 |
| guardia | 1/12  | da-na | bêru  | 𒂆  |
| día     | 1     | ud    | immu  | 𒌓  |
| mes     | 30    | itud  | arhu  | 𒌗  |
| año     | 360   | mu    | šattu | 𒈬  |

## Relación con otras metrologías
El sistema clásico mesopotámico formó la base para las metrologías elamita, hebrea, urartiana, hurrita, hitita, ugarítica, fenicia, babilónica, asiria, persa, árabe e islámica. El sistema clásico mesopotámico también tiene una relación proporcional, debida al comercio estandarizada, con las metrologías de la Edad del Bronce harappana y egipcia.

### Citas
1. ↑  Melville 2006.
2. ↑  Powell 1995, p.1955.
3. ↑  Hafford. «Mesopotamian Mensuration: Balance Pan Weights from Nippur». Journal of the Economic and Social History of the Orient (en inglés) 48. ISSN 0022-4995. Consultado el 5 de enero de 2018.
4. ↑  Hafford, William. «Weighing in Mesopotamia: The Balance Pan Weights from Ur». Akkadica (en inglés). Consultado el 5 de enero de 2018.
5. ↑  Ronan, 2008
6. ↑  Conder 1908, p. 87.